# Río Vilva (Usva)
El Vilva (en ruso: Вильва) es un río de la región de Perm (Rusia), afluente izquierdo del Usva, que nace en las estribaciones occidentales de los Urales, cerca de la frontera con la región de Sverdlovsk. Fluye hacia el oeste y el suroeste, entrando en el Usva a 4 kilómetros (2 mi) de la desembocadura del río mayor, cerca de la ciudad de Chusovoy. Tiene una longitud de 170 kilómetros y su cuenca hidrográfica abarca 3.020 kilómetros cuadrados.

## Principales afluentes
- Izquierda: Vizhay
- Derecha: Rassokha Norte, Bolshaya Myasnaya, Korostelevka, Bolshaya Porozhnaya, Tanchikha.

## Etimología
El nombre del río es un compuesto de las palabras del komi permio vil (nuevo) y va (agua). 